# Примушко Антон Євгенович
Анто́н Євге́нович Приму́шко (* 1970) — молодший лейтенант МВС України, учасник російсько-української війни.

## З життєпису
Родом з Київської області. Протягом 1988—1989 років в Афганістані. Здобув дві вищі освіти, за останньою — програміст. Працював керівником в одній із державних установ. З дружиною виховують доньку 2006 р.н. та сина 2013 р.н. Любить полювати.
Активіст Революції Гідності в складі «Афганської сотні». 19 січня 2014-го зазнав обстілу «Беркутом» на Майдані гумовими кулями.
В часі війни — начальник штабу батальйону «Київ-2». Прибув на фронт із 7 своїми гвинтівками. Нагороджено 2014 року за захоплення озброєння у ворога. За що 2016-го збиралися судити — при виході батальйону до Києва віз трофейну зброю в своїй машині.

## Нагороди
За особисту мужність і героїзм, виявлені у захисті державного суверенітету та територіальної цілісності України, вірність військовій присязі нагороджений
- орденом «За мужність» III ступеня (19.12.2014)